# Gridkoppeling
Een gridkoppeling is een askoppeling die dient om twee assen, een aangedrevene en een aandrijver soepel en makkelijk met elkaar te verbinden. 
Zoals ook de tandkoppeling, en in tegenstelling met de elastische koppelingen, bestaat ze volledig uit metaal. Op beide assen zit een koppelstuk met rechte gleuven. Beide koppelstukken worden dan, na uitlijning, met elkaar verbonden door een veerkrachtig verbindingsstuk bestaande uit een heen en weer geplooide lat in veerstaal. Het geheel wordt dan afgedekt met een gesloten huls. Vermits de verbinding metaal op metaal is, dient deze gesloten ruimte met smeervet gevuld. Om dit smeervet binnen te houden, bevinden zich tussen de huls en de koppelstukken soepele afdichtingen.